# Tylecodon ellaphieae
Tylecodon ellaphieae ist eine Pflanzenart der Gattung Tylecodon in der Familie der Dickblattgewächse (Crassulaceae). Das Epitheton der Art ehrt die südafrikanische Künstlerin Ellaphie Ward-Hilhorst.

## Beschreibung
Tylecodon ellaphieae wächst zwergig und wenig verzweigt, wird 1 bis 6 Zentimeter hoch und besitzt eine knollige Basis, die bis zu 3 Zentimeter im Durchmesser erreicht. Die zwei bis acht aufsteigenden Triebe sind grau gefärbt und werden bis 6 Zentimeter lang. Sie tragen bis 2 Millimeter lange, gestutzte Phyllopodien. An älteren Trieben löst sich die gelblich graue Rinde in Flocken ab. Triebe mit Blättern haben einen Durchmesser von 5 Millimeter. Die zusammengedrängt und ausgebreitet stehenden Blätter werden 2,3 bis 4,5 Zentimeter lang und 1 bis 2,8 Zentimeter breit. Die verkehrt lanzettliche oder eiförmig bis spatelige Blattspreite ist mit Drüsenhaaren besetzt und auf der Oberseite an der Basis rinnig ausgebildet. Die Blattbasis ist keilförmig geformt und die Spitze zugespitzt oder stumpf. Die ausdauernden Tragblätter sind pfriemlich und werden bis 2 Millimeter lang.
Der Blütenstand wird aus bis zu 8 Zentimeter hohen, kurzen und flachgipfeligen Thyrsen gebildet. Diese tragen 1 bis 3 Monochasien, die wiederum in 1 bis 3 aufrechten Einzelblüten enden. Der Blütenstiel wird 5 Millimeter lang und ist mit Drüsenhaaren besetzt. Die röhrige und hellgrün gefärbte Kronröhre wird bis 15 Millimeter lang und 4 Millimeter im Durchmesser. Sie ist zum Schlund hin erweitert. Die weißen und ausgebreiteten Zipfel werden 6 Millimeter lang und 3 Millimeter breit. Sie sind zugespitzt und später zurückgebogen.

## Systematik und Verbreitung
Tylecodon ellaphieae ist in Südafrika in der Provinz Nordkap in der Sukkulenten-Karoo auf steilen Sandsteinfelsklippen verbreitet. Die Erstbeschreibung erfolgte 1989 durch Ernst Jacobus van Jaarsveld. Ein Synonym ist Tylecodon cremnophilus Bruyns.